# José Antonio Pérez Cruz

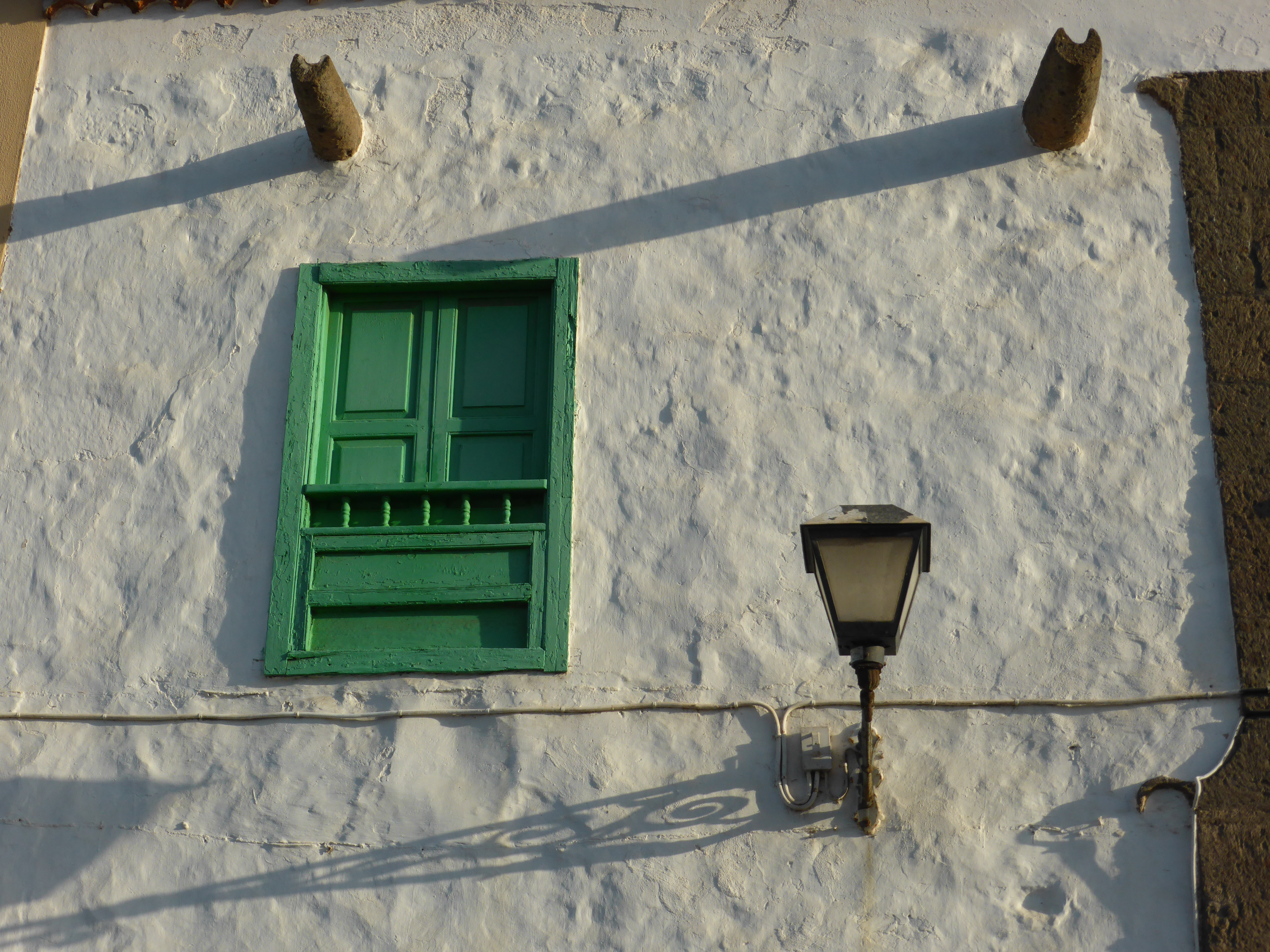
Ventana canaria. Detalle de la fachada de la casa donde residió el etnógrafo Pérez Cruz.

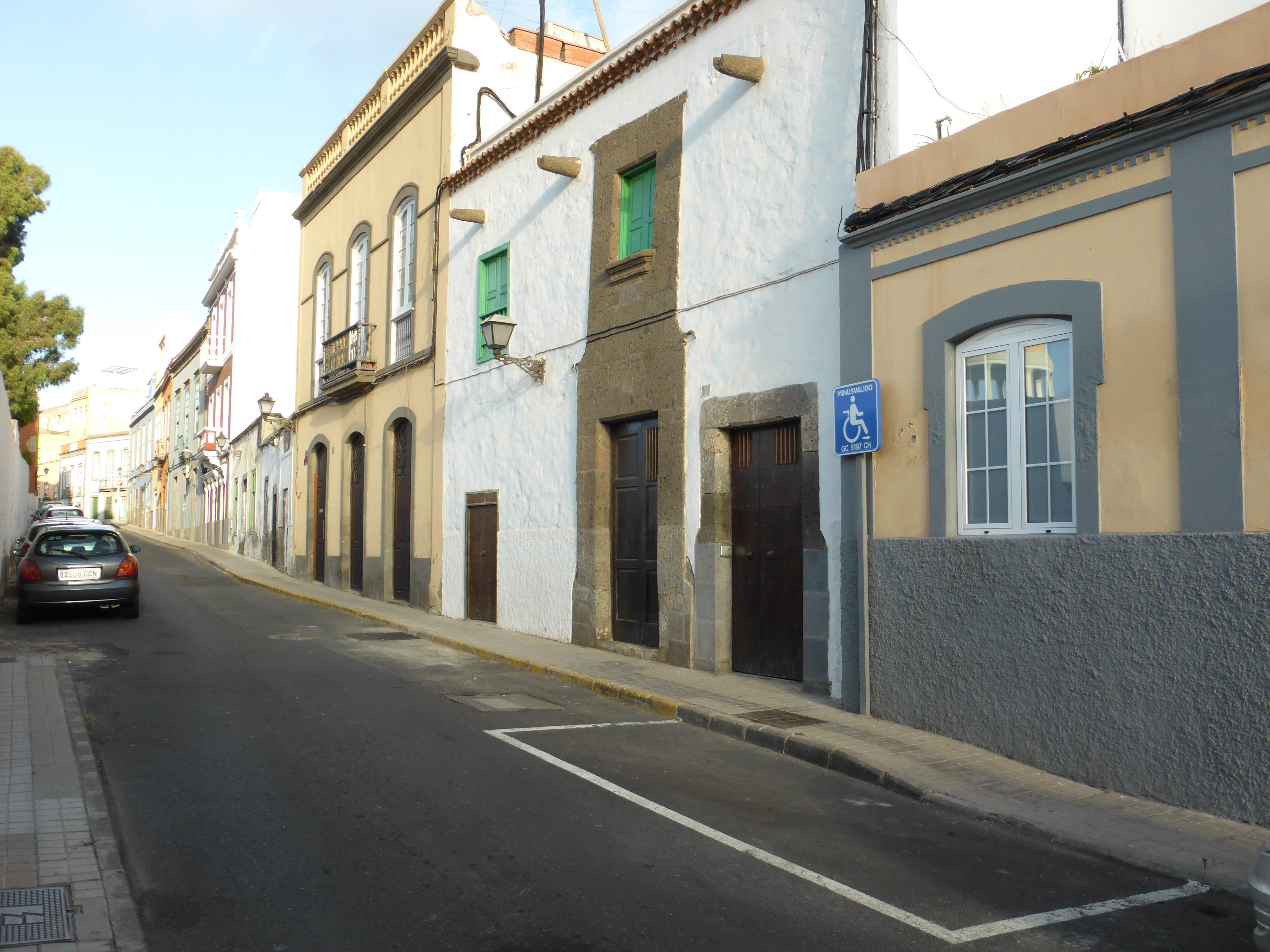
En la calle Ramón y Cajal, del barrio de Vegueta, de Las Palmas de Gran Canaria, se encuentra la antigua casa del etnógrafo Pérez Cruz.

José Antonio Pérez Cruz (Las Palmas de Gran Canaria, 1951 - ibidem, 27 de agosto de 2016), conocido como Teno, fue un folclorista, etnógrafo e historiador especializado en el ámbito de Canarias. Su principal obra fue el libro La vestimenta tradicional en Gran Canaria, publicado en 1996 por el Cabildo Insular de Gran Canaria.

## Biografía
Reunió una primera gran colección de 11 000 fotografías antiguas de Canarias, de los siglos XIX y comienzos del XX, que fue adquirida por el Cabildo de Gran Canaria, iniciándose así el Fondo de Fotografía Histórica de la FEDAC. Actualmente todas estas fotografías pueden consultarse en Internet, en lo que es un Fondo Digital de Fotografía Histórica de Canarias.
Las fotografías originales conservadas son de las más diversas técnicas, aunque en su mayoría se trata de copias positivas en papel a la albúmina, típicas del siglo XIX.
Aunque en el último tercio del siglo XX residió en el barrio de Arenales, a comienzos del XXI restauró una casa muy antigua del barrio de Vegueta y fijó allí su residencia. Esta casa tiene una fachada con elementos de cantería y un estilo próximo a la época fundacional de Las Palmas. Falleció en esta vivienda a los 65 años de edad.